# Монтеррей (аэропорт)
Международный аэропорт имени генерала Мариано Эскобедо или Международный аэропорт Монтеррей (исп. Aeropuerto Internacional General Mariano Escobedo, Aeropuerto Internacional de Monterrey) расположен в северо-восточном пригороде Монтеррея, городе Аподака, Нуэво-Леон, Мексика и обслуживает пассажирские рейсы из города Монтеррей и близлежащих городов конгломерата. Аэропорт Монтеррей занимает четвёртое место в стране по пассажирообороту после международных аэропортов Мехико, Канкуна и Гвадалахары, а также десятое место среди аэропортов Латинской Америки.

## Общие сведения
Аэропорт назван в честь генерала Мариано Эскобедо, знаменитого военачальника эпохи Американо-мексиканской войны и Войны за реформу, бывшего губернатора штата Нуэво-Леон.
Аэропорт считается одним из самых современных аэропортов в Северной Америке и ежедневно обслуживает свыше 300 рейсов в более чем 35 пунктов назначения в Мексике, странах Северной Америки и Европы. 80 % объёма пассажирских перевозок приходится на рейсы внутри страны, в основном в Мехико, Гвадалахару, Чиуауа и Тихуану. Остальные 20 % занимают рейсы международных направлений, главный транспортный поток в которых приходится на города США — Даллас, Хьюстон, Атланта, Чикаго и Лос-Анджелес.
Аэропорт Монтеррей используется в качестве хаба мексиканскими авиакомпаниями Aviacsa, Aeroméxico, Aeroméxico Connect и Viva Aerobus. Терминалы порта реконструировались и расширялись в 2003 и 2007 годах, в 2008 году общее количество перевезённых пассажиров составило более 6,5 млн человек.

## Терминалы
- Терминал А включает в себя залы регистрации пассажиров, проверки и оформления багажа, торговую зону, рестораны, таможню, многочисленные офисы аэропорта и авиакомпаний. В соседнем здании терминала, соединённом с основным здание подземным переходом, расположены залы ожидания, VIP-сервис, а также выходы пассажиров на посадку в самолёты. Зона выхода на посадка разделена на две части: Северную — для рейсов внутри страны, выходы (гейты A1-A15), и Южную для международных рейсов, гейты В3-В8. Как и любой другой аэропорт страны Терминал А в настоящее время уже перегружен, из-за отсутствия свободных мест у телетрапов и свободных стоянок самолётов в день постоянно задерживаются по несколько рейсов. В планах аэропорта на ближайшее время — разгрузить трафик Терминала А путём переноса обслуживания части рейсов в терминалы В и С, а также построить четыре новых телетрапа и три места для стоянки самолётов.
- Терминал В в настоящее время находится в стадии завершения строительства и планируется к открытию в сентябре 2009 года. В новом терминале будут работать восемь гейтов, шесть из которых оборудуются телетрапами и два гейта — использоваться авиакомпанией Aeroméxico и её дочерней компанией Aeroméxico Connect. Более того, аналогично терминалу 2 в Международном аэропорту Мехико эти два гейта скорее всего будут переданы в полное использование авиакомпаниям — членам глобального альянса пассажирских перевозок SkyTeam. Пропускная способность Терминала В составит 4 млн пассажиров в год, введение терминала в эксплуатацию позволить разгрузить Терминал А и дополнительно привлечь туда рейсы других авиакомпаний. Наряду со строительством Терминала В руководством аэропорта было принято решение о строительстве третьей взлётно-посадочной полосы (ВПП), параллельной эксплуатируемой 11/29.
- Терминал С был открыт 30 ноября 2006 года губернатором штата Нуэво-Леон Хосе Гонсалесом Нативидадом (José Natividad González Parás) и используется в основном авиакомпаниями-дискаунтерами — такими, как Viva Airbus. Терминал С расположен по другую сторону от строящегося Терминала В и работает в полностью независимом режиме.

## Авиалинии и направления полётов

### Терминал А

#### Северная часть (гейты А1-А15)
| Авиакомпания         | Пункт назначения |
| -------------------- | --- |
| Aeroméxico           | Канкун, Мехико |
| Aeroméxico Connect   | Чиуауа, Сьюдад-дель-Кармен, Сьюдад-Хуарес, Сьюдад-Обрегон, Кульякан, Гвадалахара, Эрмосильо, Ла Пас, Леон, Лос-Мочис, Масатлан, Мерида, Мехикали, Мехико, Пуэбла, Пуэрто-Валларта, Кверетаро, Сан-Луис-Потоси, Тампико, Тихуана, Толука, Веракрус, Вильяэрмоса |
| Aviacsa              | Канкун, Сьюдад Хуарес, Гвадалахара, Мехико |
| Interjet             | Канкун, Гвадалахара, Мехико, Толука |
| Magnicharters        | Акапулько, Канкун, Сиутанехо, Лос Кабос, Масатлан, Пуэрто Валларта |
| Mexicana de Aviación | Мехико |
| MexicanaLink         | Гвадалахара |
| Volaris              | Тихуана, Толука |

#### Южная часть: международные линии (гейты B3-B8)
| Авиакомпания                                                  | Пункт назначения                              |
| ------------------------------------------------------------- | --------------------------------------------- |
| Aeroméxico                                                    | Лас-Вегас, Рим (Фьюмичино)                    |
| Aeroméxico Connect                                            | Лос-Анджелес                                  |
| American Airlines                                             | Даллас/Форт-Уэрт                              |
| Aviacsa                                                       | Лас-Вегас                                     |
| Continental Airlines                                          | Хьюстон (Интерконтинентал)                    |
| Continental Express выполняется компанией ExpressJet Airlines | Хьюстон (Интерконтинентал)                    |
| Delta Connection выполняется компанией Shuttle America        | Атланта                                       |
| Mexicana de Aviación                                          | Чикаго (О’Хара), Лос-Анджелес, Нью-Йорк (JFK) |
| Northwest Airlink выполняется компанией Compass Airlines      | Детройт                                       |

### Терминал B
идёт строительство

### Терминал C
| Авиакомпания | Пункт назначения |
| ------------ | --- |
| Viva Aerobus | Акапулько, Остин, Канкун, Чиуауа, Сьюдад-Хуарес, Кульякан, Гвадалахара, Эрмосильо, Ла-Пас, Леон, Лос-Кабос, Масатлан, Оахака, Мерида, Пуэрто-Валларта, Тихуана, Веракрус, Вильяэрмоса |